# Elecciones a los cabildos insulares de Canarias de 2015
Las elecciones a los cabildos insulares de Canarias se celebraron en toda la comunidad autónoma canaria el 24 de mayo de 2015, coincidiendo con las votaciones autonómicas y las municipales. Uno de los hechos más sorprendentes fue la victoria de Nueva Canarias en Gran Canaria y la mayoría absoluta que sacó el grupo socialista gomero.

## Consejeros por islas
El reparto de consejeros por Cabildo es el siguiente:
| Cir.  |     | PSOE |     |     | Nca | ASG |     |     | Otros | Presidente electo | Presidente electo      |
| Cir.  | Dip | Dip  | Dip | Dip | Dip | Dip | Dip | Dip | Dip   | Presidente electo | Presidente electo      |
| ----- | --- | ---- | --- | --- | --- | --- | --- | --- | ----- | ----------------- | ---------------------- |
| EH    | 6   | 3    | 2   | 1   | 1   |     |     |     |       |                   | Belén Allende (AHI-CC) |
| FV    | 9   | 5    | 3   | 3   | 1   |     |     | 1   | 2     |                   | Marcial Morales (CC)   |
| GC    | 1   | 5    | 6   | 4   | 9   |     | 4   |     |       |                   | Antonio Morales (NCa)  |
| LG    | 1   | 3    | 1   |     | 1   | 10  |     |     | 1     |                   | Casimiro Curbelo (ASG) |
| LP    | 7   | 8    | 5   | 3   |     |     |     |     |       |                   | Anselmo Pestana (PSOE) |
| LZ    | 7   | 5    | 3   | 3   | 1   |     |     | 1   | 3     |                   | Pedro San Ginés (CC)   |
| TF    | 10  | 7    | 7   | 4   |     |     |     | 1   |       |                   | Carlos Alonso (CC)     |
| Total | 41  | 36   | 27  | 18  | 13  | 10  | 4   | 3   | 6     |                   |                        |

Los candidatos ganadores de las elecciones pudieron asumir la presidencia sin ser desalojados a posteriori (Según la ley, el candidato ganador de las elecciones es directamente designado presidente aun no teniendo pactos para garantizar la gobernabilidad). No obstante, solo en La Gomera se pudo formar un gobierno con mayoría absoluta, mientras en el resto de islas se tuvieron que realizar pactos para mantener dicha gobernabilidad. En algunas islas, Coalición Canaria y el Partido Socialista Obrero Español han aplicado el llamado "pacto en cascada", que pretendía aplicar el pacto que ambas formaciones mantenían en el Gobierno de Canarias en las demás instituciones canarias. En Tenerife y Fuerteventura CC y PSOE llegaron a un acuerdo de gobierno. En Gran Canaria se formó un pacto ente Nueva Canarias, PSOE y Podemos.

## Resultados por islas

### Tenerife
El cabildo insular de Tenerife cuenta con 29 consejeros los resultados son los siguientes:
| Partido           | Primero en la lista             | Consejeros | Votos   | Porcentaje |
| ----------------- | ------------------------------- | ---------- | ------- | ---------- |
| Coalición Canaria | Carlos Enrique Alonso Rodríguez | 10         | 106.040 | 28.70%     |
| PSOE              | Aurelio Abreu                   | 7          | 75.205  | 20.36%     |
| PP                | Manuel Domínguez                | 7          | 75.059  | 19.50%     |
| Podemos           | Fernando Sabaté                 | 4          | 51.361  | 13.90%     |
| Ciudadanos        | Nicolás Agustín Hernández       | 1          | 20.421  | 5.53%      |
| Total             |                                 | 29         | 328.086 | 87.99      |

### Gran Canaria

Composición del cabildo de Gran Canaria después de las elecciones.

El cabildo insular de Gran Canaria también cuenta con 29 consejeros los resultados son los siguientes:
| Partido           | Primero en la lista                  | Consejeros | Votos   | Porcentaje |
| ----------------- | ------------------------------------ | ---------- | ------- | ---------- |
| Nueva Canarias    | Antonio Morales                      | 9          | 103.309 | 26.48%     |
| PP                | María Mercedes Roldós Caballero      | 6          | 68.412  | 17.53%     |
| PSOE              | Ángel Víctor Torres Pérez            | 5          | 56.713  | 14.54%     |
| Podemos           | Juan Manuel Brito Díaz               | 4          | 53.237  | 13.39%     |
| UxGC              | José Miguel Bravo De Laguna Bermúdez | 4          | 44.141  | 11.31%     |
| Coalición Canaria | Fernando Luis Bañolas Bolaños        | 1          | 21.727  | 5.57%      |
| Total             |                                      | 29         | 328.086 | 87.99      |

### Fuerteventura
El cabildo insular de Fuerteventura cuenta con 23 consejeros los resultados son los siguientes:
| Partido           | Primero en la lista          | Consejeros | Votos  | Porcentaje |
| ----------------- | ---------------------------- | ---------- | ------ | ---------- |
| Coalición Canaria | Marcial Morales Martín       | 9          | 10.667 | 30.68%     |
| PSOE              | Blas Acosta Cabrera          | 5          | 6.119  | 17.60%     |
| PP                | Águeda Montelongo González   | 3          | 4.119  | 11.85%     |
| Podemos           | Andrés Brianso Carcamo       | 3          | 3.694  | 10.63%     |
| PPMajo            | Domingo González Arroyo      | 2          | 2.872  | 8.26%      |
| Nueva Canarias    | Alejandro Jesús Jorge Moreno | 1          | 3.052  | 6.72%      |
| Total             |                              | 23         |        |            |

### Lanzarote
El cabildo insular de Lanzarote cuenta con 23 consejeros los resultados son los siguientes:
| Partido           | Primero en la lista        | Consejeros | Votos  | Porcentaje |
| ----------------- | -------------------------- | ---------- | ------ | ---------- |
| Coalición Canaria | Pedro San Ginés Gutiérrez  | 7          | 11.046 | 24.31      |
| PSOE              | José Juan Cruz Saavedra    | 5          | 8.716  | 19.18%     |
| Podemos           | Carlos Manuel Meca Martín  | 3          | 5.623  | 12.37%     |
| PP                | Saray Rodríguez Arrocha    | 3          | 5.456  | 12.01%     |
| SOMOSLAN          | Tomás Juan López González  | 2          | 3.125  | 6.88%      |
| PIL               | Manuel Cabrera Cabrera     | 1          | 3.052  | 6.72%      |
| Nueva Canarias    | Juan Manuel Sosa Rodríguez | 1          | 2.971  | 6.54%      |
| Ciudadanos        | Benjamín Perdomo Barreto   | 1          | 2.406  | 5.29%      |
| Total             |                            |            |        |            |

### La Palma
El cabildo insular de La Palma cuenta con 21 consejeros los resultados son los siguientes:
| Partido           | Primero en la lista              | Consejeros | Votos  | Porcentaje |
| ----------------- | -------------------------------- | ---------- | ------ | ---------- |
| PSOE              | Anselmo Francisco Pestana Padrón | 8          | 13.040 | 31.38      |
| Coalición Canaria | José Luis Perestelo Rodríguez    | 7          | 12.201 | 29.36%     |
| PP                | María Rosa De Haro Brito         | 5          | 9.563  | 23.01%     |
| Podemos           | Dailos González Díaz             | 3          | 5.456  | 23.01%     |
| Total             |                                  |            |        |            |

### El Hierro
El cabildo insular de El hierro cuenta con 13 consejeros los resultados son los siguientes:
| Partido                                            | Primero en la lista             | Consejeros | Votos | Porcentaje |
| -------------------------------------------------- | ------------------------------- | ---------- | ----- | ---------- |
| Coalición Canaria-Agrupación Herreña Independiente | Mª Belén Allende Riera          | 6          | 2.708 | 45.07      |
| PSOE                                               | Alpidio Valentín Armas González | 3          | 1.498 | 24.93%     |
| PP                                                 | María Carmen Morales Hernández  | 2          | 820   | 13.65%     |
| Podemos                                            | Amado Carballo Quintero         | 1          | 405   | 6.74%      |
| Nueva Canarias                                     | Luciano Eutimio Armas Morales   | 1          | 399   | 6.64%      |
| Total                                              |                                 | 13         |       |            |

### La Gomera
El cabildo insular de La Gomera cuenta con 17 consejeros los resultados son los siguientes:
| Partido                      | Primero en la lista               | Consejeros | Votos | Porcentaje |
| ---------------------------- | --------------------------------- | ---------- | ----- | ---------- |
| Agrupación Socialista Gomera | Casimiro Curbelo Curbelo          | 10         | 5.972 | 50.19%     |
| PSOE                         | Jaime Luis Noda Morales           | 3          | 1.816 | 15.26%     |
| PP                           | Antonio Javier Trujillo Bernal    | 1          | 1101  | 9.25%      |
| Sí se puede                  | Rubén Martínez Carmona            | 1          | 1093  | 9.19%      |
| Nueva Canarias               | María Solveida Clemente Rodríguez | 1          | 1071  | 9.00%      |
| Coalición Canaria            | Manuel Herrera Armas              | 1          | 744   | 6.25%      |
| Total                        |                                   | 13         |       |            |